# Яррос, Виктор
Виктор Яррос (англ. Victor Yarros; 1865—1956 гг.) — американский анархист и писатель, регулярный автор анархо-индивидуалистического издания «Liberty (США), партнёр в адвокатском деле Клэренса Дэрроу.
Первоначально Яррос ассоциировал себя с анархо-коммунистами, но вскоре стал анархо-индивидуалистом, выступив с резкой критикой коллективизма. Яррос не воспринимал анархизм как утопическую систему, но, как и другие индивидуалисты его круга, видел его как общество, в котором принуждение может осуществляться только при самообороне: «Анархисты, в качестве таковых, работают непосредственно не для создания идеального социального государства, но для создания идеальной политической системы. Идеальное социальное государство должно быть полностью свободно от греха или преступления; идеальная политическая система та, в которой правосудие зримо, в которой никто не наказывается, кроме преступников, и никто не подвергается принуждению, кроме агрессоров.» И это достигается путём частных усилий, а не с помощью финансируемого за счёт налогов государства.
Как и другие анархо-индивидуалисты, Яррос выступал против насильственной анархической революции. Он не верил, что можно установить анархические отношения в обществе, пока люди не научились ценить свободу:

Отмене внешнего государства должен предшествовать распад понятий, которые вдыхают жизнь и энергию в это неуклюжее чудовище; другими словами, только тогда, когда люди научатся ценить свободу и поймут принципы анархической философии, лишь тогда вопрос о разрушении государства встает серьезно и в практическом приложении.

Изначально Яррос опирался в своем анархизме на эгоизм, написав эссе под названием «Почему я эгоист»; однако, впоследствии он отверг эгоизм, назвав его «чудовищным абсурдом и несчастной нелепицей» («Liberty», VII, 06.05.1891).